# Romeesh Ivey
Romeesh Nathaniel Ivey Belgrave (ur. 14 lipca 1994 w Arraiján) – panamski piłkarz występujący na pozycji skrzydłowego, reprezentant Panamy, od 2022 roku zawodnik bułgarskiego Spartaka Warna.